# Dagur Dan Þórhallsson
Dagur Dan Þórhallsson (Hafnarfjörður, 2 maggio 2000) è un calciatore islandese, centrocampista dell'Orlando City e della nazionale islandese.

## Biografia
È il figlio dell'ex calciatore Þórhallur Dan Jóhannsson.

## Carriera

### Club
Cresciuto nel settore giovanile dell'Haukar, debutta in prima squadra il 16 agosto 2016, in occasione dell'incontro di 1. deild karla perso per 1-0 contro l'Huginn. Nel 2017 si trasferisce al Gent, che lo aggrega alla propria formazione Under-21. Rimane qui fino al 2018, quando torna in patria al Keflavík. In vista della stagione 2019 passa in prestito ai norvegesi del Mjøndalen, che nel mese di agosto decide di riscattarlo. Poco impiegato, viene ceduto in prestito al Kvik Halden fino al termine della stagione. Nel 2021 viene prestato al Fylkir. Al termine della stagione, viene acquistato a titolo definitivo dal Breiðablik, con cui esordisce anche nelle competizioni europee. Il 31 gennaio 2023 firma un contratto annuale, con opzione di rinnovo per altre due stagioni, con l'Orlando City in MLS.

### Nazionale
Ha rappresentato le nazionali giovanili islandesi.
Il 6 novembre 2022 ha esordito con la nazionale maggiore islandese nell'amichevole persa per 1-0 contro l'Arabia Saudita.

## Statistiche

### Presenze e reti nei club
Statistiche aggiornate all'8 marzo 2023.
| Stagione         | Squadra          | Campionato       | Campionato | Campionato | Coppe nazionali | Coppe nazionali | Coppe nazionali | Coppe continentali | Coppe continentali | Coppe continentali | Altre coppe | Altre coppe | Altre coppe | Totale | Totale |
| Stagione         | Squadra          | Comp             | Pres       | Reti       | Comp            | Pres            | Reti            | Comp               | Pres               | Reti               | Comp        | Pres        | Reti        | Pres   | Reti   |
| ---------------- | ---------------- | ---------------- | ---------- | ---------- | --------------- | --------------- | --------------- | ------------------ | ------------------ | ------------------ | ----------- | ----------- | ----------- | ------ | ------ |
| 2016             | Haukar           | 1D               | 6          | 0          | CI+CdL          | 0               | 0               |                    | -                  | -                  |             | -           | -           | 6      | 0      |
| 2018             | Keflavík         | UD               | 16         | 1          | CI+CdL          | 0               | 0               |                    | -                  | -                  |             | -           | -           | 16     | 1      |
| gen.-ago. 2019   | Mjøndalen        | ES               | 1          | 0          | CN              | 4               | 0               |                    | -                  | -                  |             | -           | -           | 5      | 0      |
| ago.-dic. 2019   | Kvik Halden      | 2D               | 12+2       | 5+0        | CN              | -               | -               |                    | -                  | -                  |             | -           | -           | 14     | 5      |
| 2020             | Mjøndalen        | ES               | 12         | 0          |                 | -               | -               |                    | -                  | -                  |             | -           | -           | 12     | 0      |
| Totale Mjøndalen | Totale Mjøndalen | Totale Mjøndalen | 13         | 0          |                 | 4               | 0               |                    | -                  | -                  |             | -           | -           | 17     | 0      |
| 2021             | Fylkir           | UD               | 20         | 1          | CI              | 3               | 0               |                    | -                  | -                  |             | -           | -           | 23     | 1      |
| 2022             | Breiðablik       | UD               | 25         | 9          | CI+CdL          | 4+5             | 0+2             | UECL               | 6                  | 0                  | SI          | 1           | 0           | 41     | 11     |
| 2023             | Orlando City     | MLS              | 2          | 0          | USOC            | 0               | 0               | CCL                | 1                  | 0                  |             | -           | -           | 3      | 0      |
| Totale carriera  | Totale carriera  | Totale carriera  | 96         | 16         |                 | 16              | 2               |                    | 7                  | 0                  |             | 1           | 0           | 120    | 18     |

### Cronologia presenze e reti in nazionale
| Cronologia completa delle presenze e delle reti in nazionale ― Islanda | Cronologia completa delle presenze e delle reti in nazionale ― Islanda | Cronologia completa delle presenze e delle reti in nazionale ― Islanda | Cronologia completa delle presenze e delle reti in nazionale ― Islanda | Cronologia completa delle presenze e delle reti in nazionale ― Islanda | Cronologia completa delle presenze e delle reti in nazionale ― Islanda | Cronologia completa delle presenze e delle reti in nazionale ― Islanda | Cronologia completa delle presenze e delle reti in nazionale ― Islanda |
| Data                                                                   | Città                                                                  | In casa                                                                | Risultato                                                              | Ospiti                                                                 | Competizione                                                           | Reti                                                                   | Note                                                                   |
| ---------------------------------------------------------------------- | ---------------------------------------------------------------------- | ---------------------------------------------------------------------- | ---------------------------------------------------------------------- | ---------------------------------------------------------------------- | ---------------------------------------------------------------------- | ---------------------------------------------------------------------- | ---------------------------------------------------------------------- |
| 6-11-2022                                                              | Abu Dhabi                                                              | Arabia Saudita                                                         | 1 – 0                                                                  | Islanda                                                                | Amichevole                                                             | -                                                                      |                                                                        |
| 11-11-2022                                                             | Hwaseong                                                               | Corea del Sud                                                          | 1 – 0                                                                  | Islanda                                                                | Amichevole                                                             | -                                                                      |                                                                        |
| 8-1-2023                                                               | Albufeira                                                              | Islanda                                                                | 1 – 1                                                                  | Estonia                                                                | Amichevole                                                             | -                                                                      |                                                                        |
| 12-1-2023                                                              | Faro                                                                   | Svezia                                                                 | 2 – 1                                                                  | Islanda                                                                | Amichevole                                                             | -                                                                      |                                                                        |
| 13-1-2024                                                              | Fort Lauderdale                                                        | Guatemala                                                              | 0 – 1                                                                  | Islanda                                                                | Amichevole                                                             | -                                                                      |                                                                        |
| 19-11-2024                                                             | Cardiff                                                                | Galles                                                                 | 4 – 1                                                                  | Islanda                                                                | UEFA Nations League 2024-2025 - 1º turno                               | -                                                                      | 74’                                                                    |
| 6-6-2025                                                               | Glasgow                                                                | Scozia                                                                 | 1 – 3                                                                  | Islanda                                                                | Amichevole                                                             | -                                                                      | 60’                                                                    |
| Totale                                                                 |                                                                        | Presenze                                                               | 7                                                                      |                                                                        | Reti                                                                   | 0                                                                      |                                                                        |

## Palmarès

### Club

#### Competizioni nazionali
- Campionato islandese: 1

Breiðablik: 2022